# Microdontomerus braconivorus
Microdontomerus braconivorus är en stekelart som beskrevs av Grissell 2005. Microdontomerus braconivorus ingår i släktet Microdontomerus och familjen gallglanssteklar. Inga underarter finns listade i Catalogue of Life.